# Oyamada Nobushige
Oyamada Nobushige (Japans: 小山田信茂) (1545 - 1582) was een samoerai uit de late Sengoku-periode. Hij was een vazal van de Takeda-clan en diende onder Takeda Shingen en Takeda Katsuyori. Hij verwierf faam als een van de Vierentwintig generaals van Takeda Shingen.
Oyamada beheerde kasteel Iwadono, en vocht voor de Takeda te Kawanakajima, Mikatagahara, Nagashino en Temmokuzan.
Oyamada verraadde de Takeda-clan in 1582; toen hij naar het kamp van de Oda-clan ging werd hij echter geëxecuteerd door Horio Yoshiharu, een officier van Oda Nobunaga.